# فيلاهيرموسا ديل ريو
بلدية فيلاهيرموسا ديل ريو (بالإسبانية: Villahermosa del Río)‏، هي إحدى بلديات مقاطعة كاستيلون التي تقع في منطقة بلنسية، في شرق إسبانيا.
يبلغ عدد سكانها 444 نسمة وفقاً لإحصائية سنة (2006).